# Sentori di difetti
I sentori di difetti sono degli odori anormali e sgradevoli, che generalmente derivano da agenti esterni al vino.

## Sentore di tappo
Tipicamente il responsabile del sentore di tappo è un fungo, l'Armillaria mellea, parassita della quercia da sughero. Il sughero è il tessuto esterno della quercia da sughero che protegge i tessuti della pianta dal disseccamento e dalle sfavorevoli condizioni ambientali. Un numero molto grande di bottiglie di vino sono chiuse con tappi di sughero. Nel caso il fungo si sviluppi nel tappo si avrà il cosiddetto sentore di tappo nel vino, dovuto al 2,4,6-tricloroanisolo (TCA) che può essere descritto come un odore somigliante a quello di un quotidiano ammuffito, cane bagnato o cantina umida. L'armillaria mellea si sviluppa più facilmente in ambiente umido e fresco, ragione per cui i vini che stazionano lungamente in frigorifero ne sono più soggetti. Tra i professionisti del vino si stima che una percentuale variabile tra l'1 e il 15% delle bottiglie di vino tappate con tappi in sughero soffrano di sentore di tappo. La APCOR (Associazione Portoghese del Sughero) sostiene che l'incidenza del sentore di tappo sia compresa in media tra lo 0,7 e l'1,2%. Una degustazione alla cieca promossa da un grande periodico americano dette come risultato un 7% di bottiglie con sentore di tappo. Le difficoltà nella stima della percentuale di bottiglie sul mercato afflitte da sentore di tappo consistono sia nella grande variabilità individuale della soglia di percezione del tricloroanisolo che nella particolare velocità cui il nostro sistema olfattivo si abitua al TCA rendendo il sentore subito meno evidente alla seconda olfatazione.
Secondo alcuni autori il vero gusto di tappo è solo quello dovuto alle sostanze odorose prodotte dal fungo Armillaria mellea presente nel sughero. Le plance colpite da questo fungo, vanno pertanto scartate già dalle prime fasi della lavorazione, onde evitare il propagarsi dell'infezione al sughero sano.
Esiste anche un falso sentore di tappo, organoletticamente molto simile al precedente ma determinato da muffe che si possono sviluppare nel sughero quando le bottiglie vengono mantenute in posizione verticale. Nuovi studi avrebbero evidenziato che l'armillaria trasformerebbe alcuni clorofenoli in cloroanisolo. I clorofenoli potrebbero anche derivare da pesticidi o trattamenti di conservazione del legno. Il che potrebbe significare che l'incidenza del sentore di tappo possa essere stata in aumento nelle ultime decadi.
Inoltre studi recenti sembrerebbero dimostrare possa manifestare sentore di tappo anche il sughero infetto da funghi diversi dall'A. mellea, presenti in cantina, quali Aspergillus, Penicillium, Cladosporium, e Mucor, nonché da alcuni batteri dei generi bacillus, rhodococcus e streptomyces. Questi microrganismi originerebbero composti quali il tricloroanisolo, il pentacloroanisolo ed il guaiacolo attaccando alcuni costituenti del sughero (lignina, acidi grassi, cere e tannini).
Oltre al tricloroanisolo che è il responsabile del vero e proprio sentore di tappo (odore-sapore di muffa, cartone bagnato) si aggiungono quindi i composti che seguono responsabili di sentori provocati dal tappo non infetto da A. mellea ma da altri funghi o batteri:
- tetracloroanisolo: Odore-sapore di muffa
- pentacloroanisolo: Odore-sapore di muffa
- guaiacolo: Odore-sapore di affumicato, fenolico, farmaceutico
- geosmina:sentore di terra, fungo e muffa.

## Sentore di feccia
Lo si può avere nel caso in cui il vino non sia stato travasato adeguatamente prima dell'imbottigliamento e quindi sia rimasto a contatto con la feccia per un tempo troppo lungo. L'odore è un misto tra il marcio e l'aglio, talvolta tipicamente odore di piedi. È talvolta possibile eliminarlo dal vino che abbiamo davanti ossigenandolo (agitando il vino nel bicchiere) e/o mettendolo in contatto con oggetti di rame.

## Sentori solforati
I composti solforati sono normalmente prodotti dall'attività metabolica dei lieviti e, fino ad una certa soglia e per determinati tipi di prodotto, possono contribuire positivamente al quadro aromatico dei vini. La loro concentrazione in essi è dell'ordine dei μg/L.
Possono essere suddivisi in due famiglie, sulla base del loro punto di ebollizione: composti solforati leggeri (PE < 90 °C) e pesanti (PE > 90 °C). Tra i primi possiamo ricordare l'acido solfidrico (odore di uova marce), metantiolo (acqua stagnante, cavolo cotto) ed etantiolo (cipolla). Tra i secondi il 2-mercaptoetanolo (gomma bruciata), il metil-2-tetraidrotiofenone (gas). La loro origine è diversa: conservazione dei vini sulle fecce (attività solfitoreduttasi presente), eccesso di anidride solforosa, zolfo proveniente da trattamenti antiparassitari delle uve (tipico odore pungente), termovinificazione, alte temperature durante l'imbottigliamento, conservazione delle bottiglie a T>20 °C, trasporto di vini in autocisterne troppo esposte al sole, fotossidazione degradativa della metionina da parte di radiazioni UV.

### Sentori di muffa, di fradicio e di marcio
Sono spesso dovuti allo sviluppo di microorganismi della famiglia degli Attinomiceti nelle botti vecchie e mal conservate.

## Sentore di secco
Anche questo sentore proviene normalmente dall'uso di botti vecchie e mal conservate.

## Sentore di stalla
È dovuto in generale all'attività dei brettanomiceti, lieviti spesso trasportati dal moscerino della frutta che poi si sviluppano facilmente nel legno delle botti mal igienizzate. Il sentore principale è quello di stalla ma possono dare anche altri sentori a seconda del lievito dominante e del composto maggiormente prodotto da quest'ultimo. Tre sono i principali prodotti del brettanomiceto che danno i seguenti sentori:
- 4-etilfenolo: cerotto, stalla, antisettico
- 4-etilguaiacolo: pancetta affumicata, chiodi di garofano, fumo
- Acido isovalerico: sudore di cavallo, formaggio.

In alcuni grandi vini un basso livello di sentori originati da brettanomiceti possono anche essere considerati positivi dando maggiore complessità al bouquet. Un famoso storico produttore della Valle della Beqāʿ in Libano addirittura fa dei sentori da brettanomiceti una forza del proprio vino.

## Sentore di svanito
È l'assenza di sentori, il vino piatto. Spesso lo si riscontra in vini che sono stati eccessivamente arieggiati, come in un eccesso di travasi in cantina, o che sono stati sbattuti, come nel caso di un lungo trasporto. In questo secondo caso talvolta sono sufficienti pochi giorni di riposo in bottiglia per ridare al vino tutti i suoi sentori.

## Sentore di maderizzato
Tipico sentore da ossidazione dei vini bianchi, ma lo si può avere anche nei rossi, dovuto massimamente ad eccesso di invecchiamento. Il difetto prende il nome dal vino Madera nel quale tali ossidazioni sono invece indotte e gradite. L'ossidazione è determinata dall'azione dell'aria sul vino stesso.

## Sentore di ridotto
Tipico sentore di vini, al cui interno l'ossigeno disciolto si sia combinato con l´ anidride solforosa in forma libera. Il difetto si palesa con sentori di "chiuso" ed è tipico ( ma non solo) di vini con lunghi invecchiamenti. Si può spesse volte ovviare al problema stappando la bottiglia qualche ora prima del servizio, avendo l'accortezza di togliere un po`di vino dalla bottiglia per aumentare la superficie di contatto con l'aria, ovvero facilitare l'ossigenazione con un decanter. Il rame a contatto con il vino elimina rapidamente il difetto.